# Shinya Owada
Shinya Owada (大和田 伸也 Ōwada Shin'ya?) es un actor, seiyu y narrador japonés. Es representado con la Horipro Booking Agency. Se rusticó del primer departamento de literatura de la Universidad de Waseda. 

## Biografía
Owada es el hijo menor de tres hijos. 
En 1965, ingresó a un escenario libre por Tadashi Suzuki al ingresar a la universidady en 1968, se unió a la Compañía de Teatro Shiki.
Se hizo ampliamente conocido como el esposo de la heroína en Ai yori Aoku en 1972, mientras que en 1977, tuvo su primer papel principal en la película Inugami no Akuryō.     

## Filmografía

### Dramas televisivos
| Año  | Título                                                                            | Papel                               | Cadena        | Notas |
| ---- | --------------------------------------------------------------------------------- | ----------------------------------- | ------------- | --- |
| 1970 | Mominoki wa Nokotta                                                               | Okita Teppei                        | NHK-G         | Taiga drama |
| 1972 | Teppei to Junko                                                                   | Teppei Sagara                       | NTV           | |
| 1972 | Wataruji Kita Onmitsu Dōchū                                                       |                                     | NTV           | Episodio 21 |
| 1972 | Ai yori Aoku                                                                      | Shuichi Murakami                    | NHK-G         | Asadora |
| 1972 | Kōya no Surōnin                                                                   |                                     | TV Asahi      | Episodios 7 and 35                                                                                               |
| 1972 | Murasaki Zukin Jiken Jō                                                           | Kotarou                             | TV Tokyo      | Episodio 14 |
| 1973 | Triple Toripuru Sōsa-sen                                                          | Ichiro / Jiro                       | Fuji TV       | |
| 1974 | Kareinaru Ichizoku                                                                | Yoshinori Ichinose                  | MBS           | |
| 1975 | Furimuku na Tsurukichi                                                            |                                     | NHK           | Episodio 46 |
| 1975 | Taiyō ni Hoero!                                                                   | Kenzo Kijima                        | NTV           | Episodio 177 |
| 1975 | Mito Kōmon                                                                        |                                     | TBS           | Pt 6 E. 17, Pt. 8. E. 17, Pt. 9-13, Pt. 11 E. 13, Pt. 12 E. 4, 1000-Kai Kinen 3-jikan Special, Saishūkai Special |
| 1976 | Yoake no Keiji                                                                    |                                     | TBS           | Episodio 94 |
| 1977 | Ōedo Sōsamō                                                                       |                                     | TV Tokyo      | Episodios 308 and 357                                                                                            |
| 1977 | Tokusō Saizensen                                                                  |                                     | TV Asahi      | Episodio 25 |
| 1977 | Shin Hissatsu Shioki Hito                                                         | Shojiroki                           | ABC           | Episodio 39 |
| 1977 | Shin Torimono-chō                                                                 | Jirodai Yoshioka                    | NTV           | Episodio 3 |
| 1977 | Daruma Daisuke Jiken-chō                                                          | Honjin                              | TV Asahi      | Episodio 11 |
| 1978 | Kieta Kyojingun                                                                   | Fujita                              | NTV           | |
| 1981 | Onna Taikō-ki                                                                     | Kinoshita Katsutoshi                | NHK-G         | Taiga drama |
| 1982 | Onna no Ie                                                                        | Naoto                               | TBS           | |
| 1982 | Itsumo o Yō-sama Kazoku                                                           | Shigeo Hattsuda                     | TBS           | |
| 1987 | Dokuganryū Masamune                                                               | Yamaga Kunirai                      | NHK-G         | Taiga drama |
| 1988 | Haha no Asagaeri: Sumidagawa Kobanare Monogatari                                  |                                     | TV Tokyo      | |
| 1988 | Watashi no Kare o Koroshita Onna                                                  | Ryoji Imai                          | Fuji TV       | |
| 1992 | Nobunaga                                                                          | Sakai Masachika                     | NHK-G         | Taiga drama |
| 1992 | Hikō Shōnen-tachi                                                                 |                                     | YTV           | |
| 1993 | Daimon Take 2                                                                     | Takeshi Omori                       | NTV           | |
| 1994 | Ai to Shi no Satsujin Kōro                                                        | Professor Shige Sakamoto            | TV Asahi      | |
| 1994 | Shin Onna Bengoshi Riyako Asabuki Yume no Kokuhatsu                               | Shiniji Toyokawa                    | TV Asahi      | |
| 1995 | Hachidai Shōgun Yoshimune                                                         | Takigawa Motonaga                   | NHK-G         | Taiga drama |
| 1996 | Mikeneko Homes no Suiri                                                           |                                     | TV Asahi      | |
| 1997 | Honō no Bugyō Ōokaechi Zennokami                                                  | Arima Ujinori                       | TV Tokyo      | |
| 1998 | Tokugawa Yoshinobu                                                                | Kuze Hirochika                      | NHK-G         | Taiga drama |
| 1998 | Taxi Driver no Suiri Nisshi                                                       | Noda                                | TV Asahi      | |
| 1998 | Hamidashi Bengoshi Tatsumi Shirō                                                  | Shogo Nishimura                     | TV Asahi      | |
| 1998 | Chiharu Saotome no Tenjō Hōkoku-sho                                               | Keiji                               | TBS           | |
| 2000 | Aoi Tokugawa Sandai                                                               | Tachibana Muneshige                 | NHK-G         | Taiga drama, Co-starred with his wife Godai (as Lady Chaa)                                                       |
| 2000 | Kids War: Zaken na yo                                                             | Kotaro Osawa                        | CBC           | |
| 2001 | Na no Hana no Oki                                                                 | Matsudaira Nobuaki                  | NHK-G         | |
| 2002 | Bengoshi Fusuke Inubura                                                           | Principal Morisaki                  | TBS           | |
| 2002 | Shinju Fujin                                                                      | Katsuhiro Shoda                     | THK           | |
| 2002 | Chichitoko no Shinjitsu                                                           | Shozo Tanaka                        | NTV           | |
| 2002 | Wataru Seken wa Oni Bakari                                                        | Editor Nakamura                     | TBS           | |
| 2003 | Yankee Bokō ni Kaeru                                                              | Keiji Hisashi                       | TBS           | |
| 2003 | Usagi to Kame: Sakura no Ki no Shitade                                            | Principal Yamamoto                  | NTV           | |
| 2003 | Dr. Cotto Shinryōsho                                                              | Shiro Okumura                       | Fuji TV       | |
| 2004 | Eien no Kimi e                                                                    | Takuro Asakura                      | THK           | |
| 2004 | Sky High                                                                          | Sanba                               | TV Asahi      | |
|      | Bayside Shakedown                                                                 | Takeshi Azumi                       | Fuji TV       | |
| 2005 | Umizaru Evolution                                                                 | Kazuyasu Mitamura                   | Fuji TV       | |
| 2005 | Fugo Keiji                                                                        | Policeman Ohashi                    | TV Asahi      | |
| 2005 | Ue o Muite Arukō: Sakamoto Kyu Monogatari                                         | Naoto Keikasei                      | TV Tokyo      | |
| 2005 | Trick                                                                             | Kei Fukuzawa                        | TV Asahi      | |
| 2005 | Climber's High                                                                    | NHK-G                               |               | |
| 2006 | Tokumei! Keiji don Kame                                                           | Kentaro Tsurumi                     | TBS           | |
| 2006 | 7-Ri no Onna Bengoshi                                                             | Yoshio Tatsumura                    | TV Asahi      | |
| 2006 | Mikon Rokushimai                                                                  | Matsutaro Kotobuki                  | CBC           | |
| 2006 | Tamamoe!                                                                          | Takayuki Sekiguchi                  | NHK-G         | |
|      | Kanjani Eight Fuyuyasumi Drama Special: Kemarishi                                 |                                     | KTV           | |
| 2007 | Kareinaru Ichizoku                                                                | Ishibashi                           | TBS           | |
| 2007 | Tokumei Kakarichō Hitoshi Tadano                                                  | Managing Director Isumi Imoto       | TV Asahi      | |
| 2007 | Kuroi Ha                                                                          |                                     | WOWOW         | |
| 2007 | Papa to Musume no 7-Kakan                                                         | Reijiro Moriyama                    | TBS           | |
| 2007 | Hanayome to Papa                                                                  | Sei Miura                           | Fuji TV       | |
| 2007 | Abarenbō Mama                                                                     | Shiguro Yoshida                     | Fuji TV       | |
| 2008 | Atsuhime                                                                          | Ōkubo Toshiyo                       | NHK-G         | Taiga drama |
| 2008 | Puzzle                                                                            | Tatsuzumi Shimabuku                 | ABC, TV Asahi | |
| 2008 | Change                                                                            | Kenzo Nonomura                      | Fuji TV       | |
| 2008 | Roto 6 de 3 Oku 2 Sen Man-en Ateta Otoko                                          |                                     | ABC, TV Asahi | |
| 2008 | Abarenbō Shōgun                                                                   | Ōoka Tadasuke                       | TV Asahi      | |
| 2008 | Tonsura                                                                           | Jojiro Yujita                       | NTV           | |
| 2009 | Yame Ken no Onna                                                                  | Lawyer Ishikawa                     | TV Asahi      | |
| 2009 | Meitantei no Okite                                                                | Kazuaki Huzumiya                    | TV Asahi      | |
| 2009 | Mitsuhiko Asami Series 34                                                         |                                     | Fuji TV       | |
| 2009 | Hissatsu Shigoto Hito 2009                                                        | Soemon Binzeya                      | ABC, TV Asahi | Episodio 19 |
| 2009 | Kochira Katsushika-ku Kameari Kōen-mae Hashutsujo                                 | Pyunpyunmaru Akimoto                | TBS           | |
| 2009 | Orthros no Inu                                                                    | Prime Minister Takigawa             | TBS           | |
| 2009 | Shōkōjo Seira                                                                     | Seiichiro Konuma                    | TBS           | |
| 2009 | Inpei Shirei                                                                      | Hiakri Kameda                       | WOWOW         | |
| 2009 | Mitsuhiko Asami: Sai Shūshō                                                       | Editor Fujita                       | TBS           | |
| 2009 | Untouchable                                                                       | Hideo Usharu                        | ABC, TV Asahi | Episodio 7 |
| 2009 | Saka no Ue no Kumo                                                                | Inoue Kaoru                         | NHK-G         | |
| 2010 | Ryōmaden                                                                          | Miyama Sōrin                        | NHK-G         | Taiga drama |
| 2010 | Sakuya kono Hana                                                                  | Tokutebune                          | NHK-G         | |
| 2010 | Tetsudō Sōsa-kan                                                                  |                                     | TV Asahi      | |
| 2010 | GM: Odore Doctor                                                                  | Takeshi Oyama                       | TBS           | |
| 2010 | Rei Nōryoku-sha: Yumiko Ozada no Uso                                              | Himself                             | TV Asahi      | |
| 2011 | Onmitsu Happyakuyachō                                                             | Bungeiro Kisusaya                   | NHK-G         | Episodios 3 and 4                                                                                                |
| 2011 | Kyōto Chiken no Onna                                                              | Hidemi Tsuchiya                     | TV Asahi      | Series 7 Episodio 6                                                                                              |
| 2011 | Nazotoki wa Dinner no Ato de                                                      | Takeshi Wakabayashi                 | Fuji TV       | |
| 2011 | 1000-Nen-go ni Nokoshitai... Hōdō Eizō                                            |                                     | NTV           | |
| 2012 | Umechan Sensei                                                                    | Daita                               | NHK-G         | Asadora |
| 2012 | Unmei no Hito                                                                     | Shinchi Aikawa                      | TBS           | |
| 2012 | Ganriki Keibuho Yayichi Kishima                                                   | Yusuke Shinoyama                    | TV Tokyo      | |
| 2012 | Legal High                                                                        | Yoshimi Ochiji                      | Fuji TV       | Episodio 4 |
| 2012 | Odoru Daisōsasen The Last TV Salaryman Keiji to Saigo no Nanjiken                 | Takeshi Azumi                       | Fuji TV       | |
| 2012 | Sai Sōsa Deka Yusuke Kataoka                                                      | Keike Kinoshita                     | TV Asahi      | |
| 2013 | Lady Joker                                                                        | Yasuichi Sakata                     | WOWOW         | |
| 2013 | Joyū Reiko Rn no yō ni                                                            | Keiji Mikami                        | TV Tokyo      | |
| 2013 | Hōkago Groove                                                                     | Kei Ikei                            | TBS           | |
| 2013 | Keibuho Kenzo Yabe 2                                                              | Chikao Mitarai                      | TV Asahi      | |
| 2013 | Wonda×AKB48 Short Story: Fortune Cookie                                           | Director Kinoshita                  | Fuji TV       | |
| 2014 | Nezumi, Edo o Hayaru                                                              | Hamamori Mizushima                  | NHK           | Episodio 8 y Episodio Final                                                                                      |
| 2014 | San-biki no Ossan: Seigi no Mikata, Kenzan!!                                      | Kunukun Matsuki                     | TV Tokyo      | |
| 2014 | Shokatsu Deka                                                                     | Tokuzo Ginabayashi                  | Fuji TV       | |
| 2014 | Dark Suits                                                                        | Takuro Shiozaki                     | NHK-G         | |
| 2014 | Kenji Masao Sawaki 2 Kōso Torikeshi                                               | Director Fujii                      | TV Tokyo      | |
| 2015 | Doctors 3 Saikyō no Meii                                                          | Junzaburo Mitsudo                   | TV Asahi      | Episodio 6 |
| 2015 | Kanazawa no Colombo                                                               | Yuki Ikeiro                         | TV Tokyo      | |
| 2015 | Hokkai Dōkei Jiken File Keibuho Seiko Gojo 4 Otaru Yoichi Shakotan Satsujin Route | Minoru Kashiwagi                    | TV Tokyo      | |
| 2015 | Tsuribaka Nisshi                                                                  | Shura Kurata                        | TV Tokyo      | |
| 2016 | Keiji Ballerino                                                                   | Mamoru Osaki                        | NTV           | |
| 2016 | Kanagawa-ken Atsugishi: Laundry Chigasaki                                         | Presidente de la Compañía de Yamada | MBS, TBS      | Episodio 1 |
| 2016 | 99.9: Keiji Senmon Bengoshi                                                       | Koichi Kawamura                     | TBS           | Episodio 7 |
| 2016 | Tachaoi no Sakukoro ni: Aizu no Kekkon                                            | Akira Hoshina                       | FCT           | |
| 2016 | Gu-Ra-Me! Sōri no Ryōri-ban                                                       | Shigehiro Takeyama                  | TV Asahi      | Episodio 4 |
| 2016 | Yūsha Yoshihiko to Michibika reshi Nana-ri                                        | Rudola                              | TV Tokyo      | |
| 2016 | Tax Inspector Madogiwa Taro                                                       | Rakeshi Muto                        | TBS           | |
| 2016 | Medical Team: Lady Da Vinci no Shindan                                            | Kenzo Dojima                        | KTV, Fuji TV  | Episodio 8 |

### Películas
| Año  | Título                                               | Papel                      | Notas                                           |
| ---- | ---------------------------------------------------- | -------------------------- | ----------------------------------------------- |
| 1977 | Inugami no Akuryō                                    | Ryuji Kano                 | Rol principal                                   |
| 1977 | Kiri no Hata                                         | Abogado Shiratori          |                                                 |
| 1978 | Kimi yo Fundo no Kawa o Watare                       | Keiji Hosoe                |                                                 |
| 1978 | Mito Kōmon                                           | Atsumi Noguchi             |                                                 |
| 1982 | Hichō e, soshite mada Minu Ko e                      |                            |                                                 |
| 1983 | Honō no Onna Shūkin                                  |                            | Primer papel protagonista en una película china |
| 1986 | Toma final                                           |                            |                                                 |
| 1986 | Dr. Sun Yat-sen                                      | Tōten Miyazaki             |                                                 |
| 1989 | 226                                                  | Corporativo Kenemori Onogi |                                                 |
| 1992 | Godzilla vs. Mothra                                  | Capitán Maru Ariake        |                                                 |
| 1993 | Gakko                                                |                            |                                                 |
| 1998 | Bayside Shakedown                                    | Toshio Azumi               |                                                 |
| 2001 | Calmi Cuori Appassionati                             |                            |                                                 |
| 2001 | Godzilla, Mothra, King Ghidorah: Daikaijū Sōkōgeki   | Tesorero Mikumi            |                                                 |
| 2003 | Bayside Shakedown 2                                  | Toshio Azumi               |                                                 |
| 2004 | Ishii no Otōsan arigatō                              |                            |                                                 |
| 2004 | Riyū                                                 |                            |                                                 |
| 2005 | Kōshō Hito: Masayoshi Mashita                        | Toshio Azumi               |                                                 |
| 2005 | Yōgi-sha: Shinji Muroi                               | Toshio Azumi               |                                                 |
| 2006 | Soredemo boku wa yattenai                            |                            | Primer lugar en el Kineme Junpo Best Ten        |
| 2007 | Cinturón negro                                       |                            |                                                 |
| 2009 | Warau Keikan                                         |                            |                                                 |
| 2009 | Samurai Sentai Shinkenger the Movie: The Fateful War | Manpuku Aburame            |                                                 |
| 2009 | Shiawase Kamon                                       | Psiquiatra Dr. Takano      |                                                 |
| 2009 | Benten-dōri no Hitobito                              | Saburo Yoshimi             |                                                 |
| 2011 | Ike! Danshi Kōkō Engeki-bu                           | Padre Owada                |                                                 |
| 2012 | Odoru Daisōsasen La final: Aratanaru Kibō            | Toshio Azumi               |                                                 |
| 2014 | Otona Drop                                           |                            |                                                 |
| 2015 | April Fools                                          | Caballero misterioso       |                                                 |
| 2015 | Mr. Max Man                                          | Takeshi Haito              |                                                 |
| 2016 | Shokubutsu Zukan: Unmei no Koi, Hiroimashita         | Yanagi Nozomu              |                                                 |
| 2016 | Haunted Campus                                       | Akira Takemura             |                                                 |
| 2017 | Revenge Girl                                         | Shigeru Saitō              |                                                 |
| 2018 | 50 First Kisses                                      |                            |                                                 |

### Anime
| Año  | Título                                             | Función           | Red     | Ref.  |
| ---- | -------------------------------------------------- | ----------------- | ------- | ----- |
| 2003 | Astroboy                                           | Dr. Tenma, Sombra | Fuji TV | [ 3 ] |
| 2003 | Black Jack Special: Inochi o meguru 4tsu no Kiseki | Juez              | NTV     | [ 4 ] |

### Películas de anime
| Año  | Título                                               | Función           | Ref.  |
| ---- | ---------------------------------------------------- | ----------------- | ----- |
| 2005 | Black Jack: The Two Doctors of Darkness              | Goa               | [ 5 ] |
| 2014 | Buddha 2: Tezuka Osamu no Buddha ~Owarinaki Tabi~    | Bimbisara         | [ 6 ] |
| 2014 | Crayon Shin-chan: Gachinko! Gyakushu no Robo To-chan | Takeshi Teikokuji |       |

### Videojuegos
| Año  | Título                         | Función |
| ---- | ------------------------------ | ------- |
| 2005 | Kingdom Hearts II              | Mufasa  |
| 2007 | Crisis Core: Final Fantasy VII | Holland |

## Doblaje japonés
- El rey león (2019) - voz de Mufasa